# Rebelión Heiji

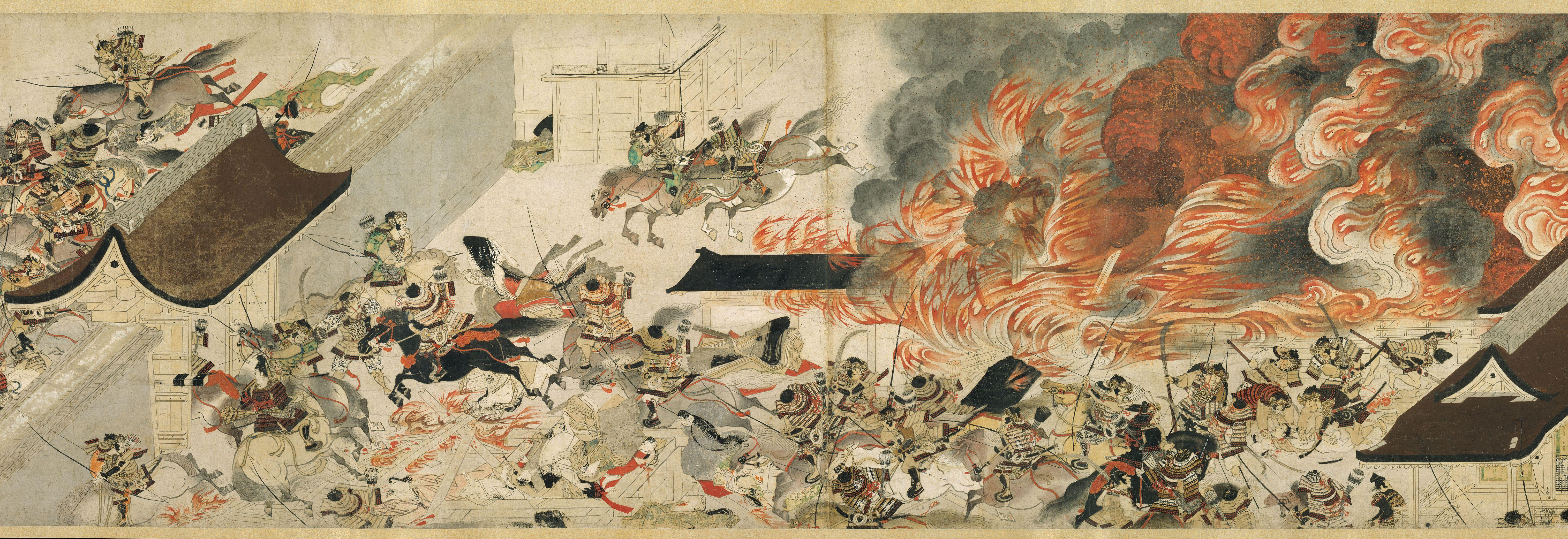
Asalto nocturno al palacio de Sanjō (detalle de un pergamino)

La rebelión Heiji  (jap. 平治の乱 Heiji no ran , esp. Guerra civil de la era Heiji ) fue una guerra de corta duración que tuvo lugar en Japón entre 1159 y 1160, en la era Heiji. Es la continuación de los acontecimientos sucedidos en la rebelión Hōgen del año 1156. Esta guerra se desarrolló entre clanes rivales con el fin de hacerse con el poder y acaeció en el patio del monasterio donde el emperador Go-Shirakawa se había retirado.

## Causas
Tras la rebelión Hōgen, las familias samurái más importantes, los Taira y los Minamoto, ejercieron una gran influencia sobre el emperador, lo que supuso que las relaciones entre ambos clanes se fueran deteriorando rápidamente. Los Taira, preocupados por el creciente poder de los Minamoto, comenzaron a acercarse en 1158 a Go-Shirakawa, que acababa de retirarse a un monasterio y había pasado el relevo del trono a su hijo el emperador Nijō.

## Desarrollo
A principios del año 1160 (o finales de 1159, según el calendario lunar), Taira no Kiyomori, cabeza del clan Taira y protector del nuevo emperador Nijō, partió en peregrinación a Kioto con su familia. Este viaje constituyó una ocasión perfecta para que su enemigo Fujiwara no Nobuyori urdiera un levantamiento junto con los Minamoto. Sus planes tomaron forma en el asedio al palacio Sanjō, que se prolongó desde el 19 de enero hasta el 5 de febrero de 1160. Durante el ataque, Nobuyori y sus aliados secuestraron a Go-Shirakawa y a su hijo Nijō e incendiaron la edificación bajo las órdenes de los Minamoto.
Minamoto no Yoshitomo y Fujiwara no Nobuyori mantuvieron al emperador bajo arresto domiciliario y asesinaron a su vasallo, el sabio Fujiwara no Michinori. Así, Nobuyori se autoproclamó canciller imperial, de manera que sus planes políticos fueron ganando solidez. Los Minamoto, no obstante, no habían meditado sus estrategias militares con la suficiente profundidad ni estaban preparados para defender Kioto de Kiyomori, por lo que el clan vaciló y no consiguió desempeñar ninguna acción decisiva a su regreso.
Nada más volver, Kiyomori ofreció una falsa rendición a Nobuyori. Una vez hubo conseguido que este se despreocupase, Kiyomori facilitó la fuga al emperador y su hijo para tenerlos de su lado. Además, obtuvo permiso imperial para efectuar su venganza atacando a Yoshitomo y Nobuyori. Taira no Shigemori (hijo mayor de Kiyomori) lideró una caballería de tres mil hombres y asaltó el palacio imperial, en el que sus dos principales enemigos se habían atrincherado. Nobuyori huyó al instante. En un alarde de valentía, Minamoto no Yoshihira, hijo mayor de Yoshitomo, se defendió provocando una ardorosa batalla. Yoshihira luchó duramente y persiguió a Shigemori por las tierras del palacio imperial. La batalla fue el pretexto para otra sublevación de los Taira, que sirvió de estratagema para que los Minamoto abandonaran el palacio para perseguirlos, de manera que los primeros pudieran ocuparlo. Los Minamoto atacaron entonces una base militar de Kiyomori cerca de Rokuhara, dando lugar a una sangrienta batalla de la que acabaron retirándose sin ninguna organización. 
Taira no Kiyomori derrotó finalmente a Yoshitomo, asesinó a sus dos hijos mayores y a Nobuyori y liberó a Go-Shirakawa. Además, desterró a otro de sus hijos, Minamoto no Yoritomo, incautó el patrimonio y las tierras de los Minamoto y formó el primer gobierno samurái de la historia de Japón bajo la dirección de los Taira. Un vasallo traicionó y acabó con la vida de Yoshitomo en su huida de Kioto a Owari. 
El poema épico Heiji Monogatari  trata de los samuráis que tomaron parte en la rebelión Heiji. Describe el ascenso y la caída de los clanes Minamoto y Taira junto con el Hogen Monogatari  y el Heike Monogatari.
- Datos: Q944859
- Multimedia: Heiji Rebellion / Q944859